# 파울 레비

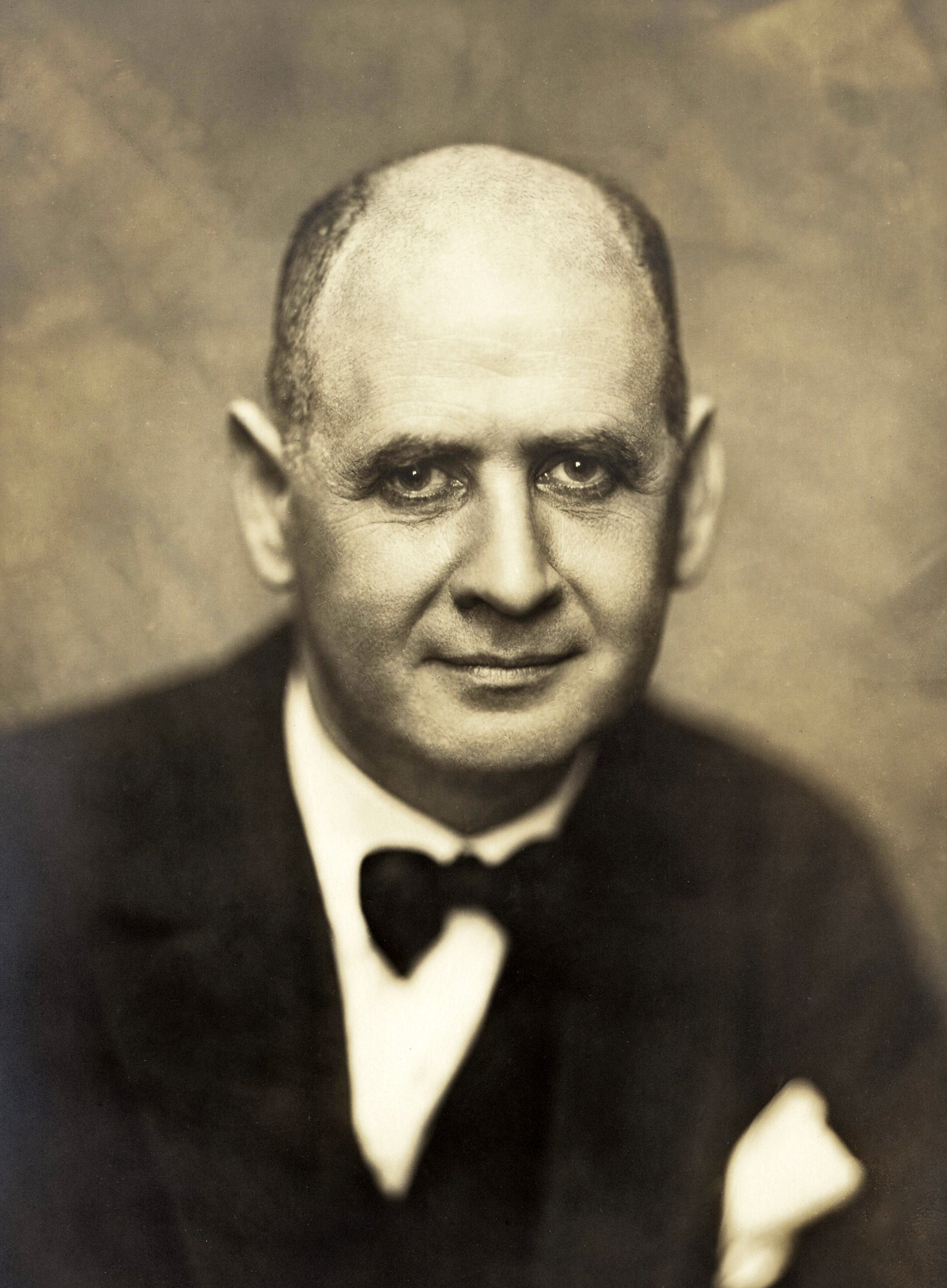
파울 레비

파울 레비(Paul Levi, 1883년 3월 11일 ~ 1930년 2월 9일)는 독일의 공산주의자이자 사회민주당 지도자이다. 1919년 카를 리프크네히트와 로자 룩셈부르크가 살해된 뒤 독일 공산당 당수가 되었다.